# Paramignya trimera
Espèce
Paramignya trimera est une espèce de plantes à fleurs du genre Paramignya et de la famille des Rutaceae. C'est une espèce polymorphe présente à l'état sauvage au Cambodge et dans les provinces du sud du Viet Nam : Binh Thuân, Ninh Thuân, Khành Hoa. Elle est traditionnellement utilisée par l'ethnomédecine vietnamienne dans le traitement de divers cancers, ce qui motive de nombreuses recherches, 42 publications académiques (2022) lui sont consacrées depuis 2015.

## Taxonomie
Paramignya trimera (Oliv.) Guillaum.est usuel dans les publications actuelles. André Guillaumin a ordonné Atalantia et Paramignya en 1917.
Tyōzaburō Tanaka 1930 donne Atalantia trimera Oliv. (FIore Gén. Indo-Chine. I : 670. 1911). Swingle (1943) donne Paramignya trimera (Oliv.) Burkill, Garden Bull. (1931) antérieurement  Atalantia trimera Oliv. (1861), Triphasia monophylla DC. (1824), et la signale à Timor.
Armstrong (1975) a admis Paramignya trimera (Oliver) Burkill dans la flore australienne, selon lui elle n'était connue «que de les montagnes méridionale du nord de l'Australie-Occidentale». L'apport de Burkill (1931) est d'avoir renommé Atalantia trimera Oliv. en Paramignya trimera: il écrit «La plus petite fleur de la série est une espèce qui porte le nom d'Atalantia trimera. Oliv. Il a trois sépales et trois pétales; six étamines et des fruits caractéristiques de Paramignya. Il devrait porter le nom de Paramignya trimera».

### Phylogénie
Une première étude portant sur 10 accessions attribuées aux 4 genres Atalantia, Luvunga, Paramignya et Severinia collectées sur différents sites des provinces de Khanh Hoa et Lam Dong au Viet Nam a permis de constater qu'il existe de nombreux variants dans l'espèce avec des distances génétiques et morphologiques «significatives», l'espèce vietnamienne est bien distincte des australiennes scandens, monophylla et lobata. Phi Thi Cam Mien et al. en 2021 constatent la même diversité génétique sur des spécimens de Khanh Hoa.

### Nom commun
En vietnamien Xáo tam phân  de Xáo = Paramignya et tam phân triple.

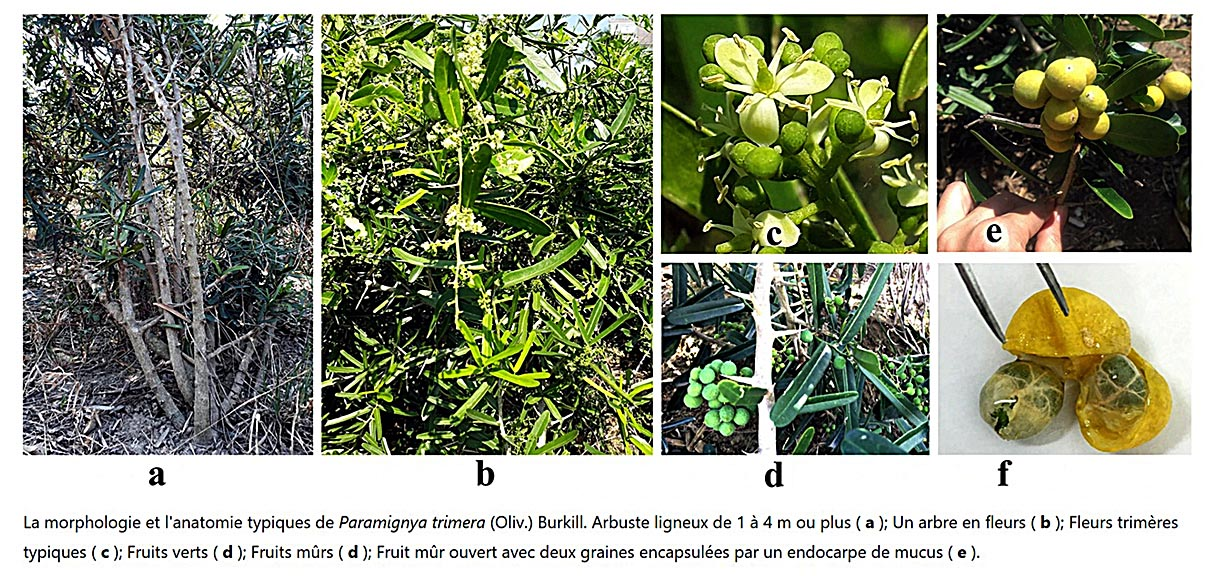
Morphologie par Thi Cam Mien Phi et al. (2020), l'arbuste, la floraison et les fruits

## Morphologie
Arbuste rameux ou dressé et tige tortueuse, il existe des formes ligneuses et des grimpantes de 5 à 6 m avec un diamètre de 8 à 12 cm, l'écorce est jaune-brun. Il y a de nombreuses épines acérées souvent courbées sur le tronc et les branches.
Les feuilles sont simples et très variables, les marges courbées vers le bas, oblongues étroites. Limbe (1 à 1,5 cm de large, 5 à 12 cm de long) épais à face supérieure vert foncé, face inférieure pâle. Pétioles courts, 8 à 10 paires de sous-nervures.
La plante fleurit rarement. Inflorescences axillaires, fasciculées, pédoncule de 3 à 4 mm  de long, séparées, calice à 3 lobes, 4 mm de long ; 5 étamines, 3 ovaires séparés. Floraison au Viet Nam mai à août, 
Fructification de septembre à décembre, petits fruits ronds en grappes, jaune à maturité, globuleux, de 1,5 à 2,5 cm de diamètre, avec 2 graines.

Les racines, les feuilles et les tiges sont utilisées en médecine traditionnelle pour traiter les maladies du foie et les cancers, après séchage on en fait des infusions. 

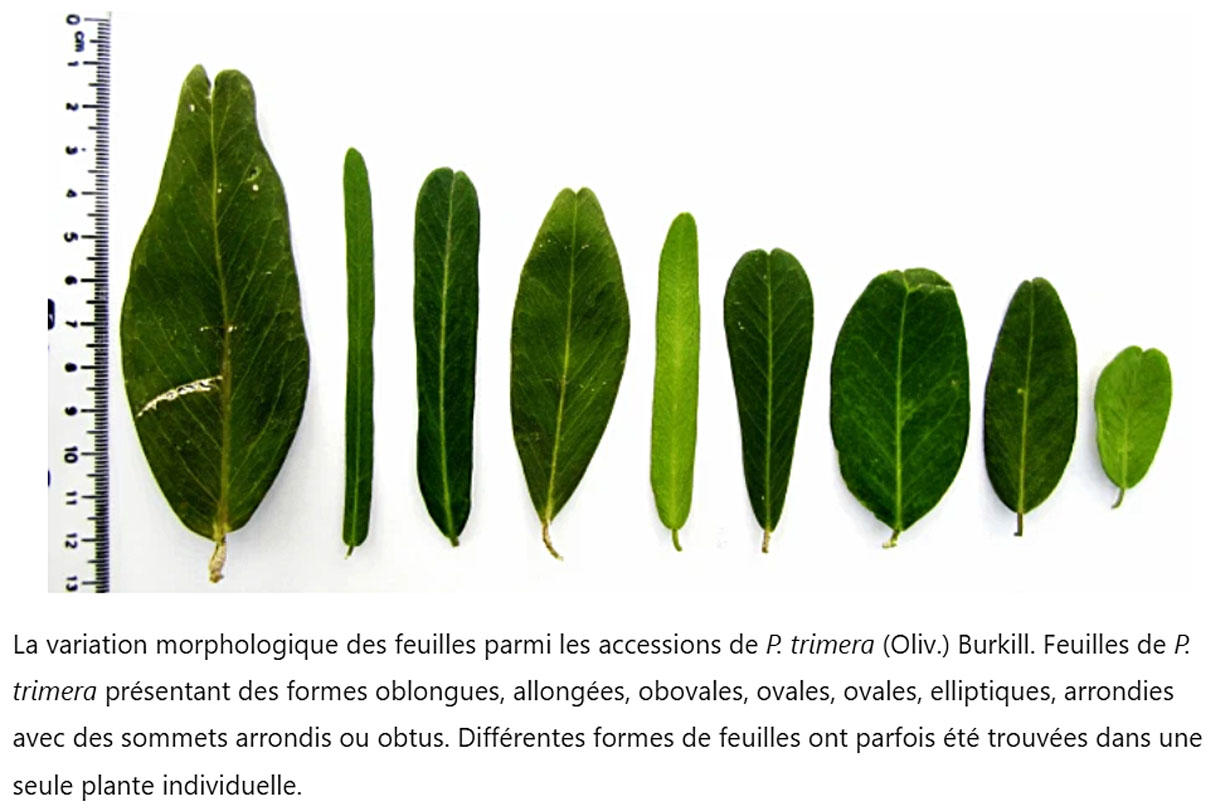
Diversité des feuilles de P. trimera vietnamiennes, Thi Cam Mien Phi et al. (2020) écrivent que des type très différents de feuilles peuvent se trouver sur la même plante

## Utilisation
L'identification de variétés utilisables motive les généticiens et aussi la multiplication in vitro, la production rapide de cales et de plantules enracinables a été décrite en 2017.

### Pharmacopée traditionnelle
La tige et les racines sont spécialement utilisées dans les maladies du foie, cirrhose, cancer du foie, maladies dermatologiques, cancers colorectal, du sein, du col de l'utérus.

### État de la recherche
Les recherches actuelles indiquent des activités antioxydantes, anticancéreuses, anti-inflammatoires et inhibitrices de l'alpha-glucosidase. In vitro, l'extrait de P. trimera inhibe puissamment le développement des cellules humaines du cancer du sein (2020).
L'effet hépathoprotecteur est démontré chez le rat (2015). Kieu-Oanh Nguyen Thi (2021) note un puissant pouvoir bactéricide sur Pseudomonas aeruginosa, Staphylococcus aureus et Salmonella sp, avec une concentration minimale < 100 μg/mL. En 2020, la paratrimérine (un alcaloïde d'acridone) montre une cytotoxicité remarquable contre les cellules de cancer du foie et du sein humaines et l'ostruthine (une coumarine antimycobactérienne) est extraite de la racine. En 2021, sont décrits le mécanisme d'apoptose des cellules cancéreuses sous l'action de 8-Geranyl-ombelliferone  et de 2 coumarines dimères sur des cellules cancéreuses du foie et colorectales .

### Huile essentielle
Toutes les parties de la plante contiennent des huiles essentielles, mais on l'extrait surtout des racines, son parfum est doux. Kieu-Oanh Nguyen Thi (2021) en donne l'analyse: les sesquiterpènes dominent: β-caryophyllène (19 %), α-humulène (24,8 %) trans-muurola-4(14),5-diène (25 %).
Van Tang Nguyen (2015) montre que l'utilisation de méthanol et l'extraction assistée par micro-ondes sont recommandées pour l'extraction de composés de la racine.